# Евреинов, Дмитрий Павлович
Дмитрий Павлович Евреинов (8 (20) июля 1842 — 31 мая (12 июня) 1892) — юрист, государственный деятель, калишский вице-губернатор, исправляющий должность орловского губернатора, статский советник.
Из дворян Тульской и Оренбургской губерний. Сын окружного начальника, по хозяйственной части, Тульской палаты государственных имуществ, надворного советника Павла Александровича Евреинова (1805 — 5 (17) июля 1857), и урождённой княжны Софьи Александровны Оболенской (29.11.1815 — 18.10.1852), дочери действительного тайного советника, сенатора, калужского губернатора, князя Александра Петровича Оболенского, и его супруги — девицы княжны Агриппины Юрьевны Нелединской-Мелецкой, дочери сенатора, князя Юрия Александровича Нелединского-Мелецкого.

## Биография
Воспитывался в Императорском училище правоведения, однако, курса не окончил. Поступил на юридический факультет Московского университета, однако, курса не окончил. Будучи студентом Московского университета, в начале 1860-х годов участвовал в движении революционеров — народников, сочувствовал польскому освободительному движению, занимался переводами и распространением запрещенной литературы. Осенью 1860 — весной 1861 годов преподавал в московских воскресных школах. Был членом революционного кружка П. Г. Заичневского — П. Э. Аргиропуло. Осенью 1861 года участвовал в студенческих беспорядках в Москве, за что был уволен из университета. По другим сведениям, в феврале 1862 года сам уволился с III-го курса Московского университета, «не желая повиноваться распоряжениям правительства». Депутатом от московского студенчества приехал в С.-Петербург для подачи жалобы министру народного просвещения и 8 мая 1862 года был подвергнут обыску. При обыске у него были найдены литографированные портреты Н. П. Огарёва, А. Д. Михайлова, Н. Г. Чернышевского, П. Г. Заичневского, П. Э. Аргиропуло и др. лиц, принимавших участие в революционном движении. Был арестован по обвинению в переводе и распространении революционных книг и воззваний. С 3 июня 1862 года содержался в Петропавловской крепости. С 16 августа того года из крепости отправлен в III Отделение. Благодаря ходатайствам высокопоставленных родственников, суду не подвергался. Высочайше учреждённой следственной комиссией, осенью 1862 года приговорён к высылке под полицейский надзор в Тулу, на поруки сестры. В 1863 году получил разрешение поступить в Харьковский университет. С 5 августа 1864 года поступил своекоштным студентом на IV-й курс юридического факультета Харьковского университета. Проучившись 1864—1865 академический год, в 1865 году окончил курс юридического факультета Харьковского университета, со званием действительного студента. В том же — 1865 году, вступил в действительную службу и был освобождён от полицейского надзора, с правом въезда в С.-Петербург и в Москву.
С 12 ноября 1865 года причислен к С.-Петербургской контрольной палате, по ведомству Государственного контроля, в звании действительного студента. По тому же ведомству назначен исправляющим должность секретаря Псковской контрольной палаты.
С 7 сентября 1866 года переведен в ведомство Министерства финансов, назначен исправляющим должность старшего делопроизводителя Псковской казённой палаты.
Сенатским указом от 25 января 1867 года № 8, утвержден, со старшинством, по Псковской контрольной палате, в чине губернского секретаря, по званию действительного студента Харьковского университета, с 14 ноября 1865 года.
В том же — 1867 году, из старших делопроизводителей Псковской казённой палаты переведён чиновником особых поручений VIII класса при Департаменте таможенных сборов Министерства финансов.
С 8 ноября того же — 1867 года, переведён в ведомство Министерства юстиции, с причислением к Департаменту министерства, и по губернским учреждениям назначен кандидатом на судебные должности при Тульском окружном суде, с откомандированием к исправлению должности судебного следователя 1-го участка города Тулы.
С 6 ноября 1868 года назначен товарищем прокурора Орловского окружного суда. Сенатским указом от 28 мая 1869 года № 78, производится, за выслугу лет, со старшинством, по Министерству юстиции и его ведомству, в коллежские секретари, с 14 ноября 1868 года.
С 20 июня 1870 года переведён на должность товарища прокурора Тверского окружного суда. Сенатским указом от 15 мая 1873 года № 53, производится, за выслугу лет, со старшинством, по ведомству Министерства юстиции, в титулярные советники, с 14 ноября 1871 года.
С 18 апреля 1874 года назначен членом Полтавского окружного суда.
С 17 июля 1875 года назначен товарищем председателя Курского окружного суда. Высочайшим приказом от 5 января 1878 года № 2, по ведомству Министерства юстиции, производится, через чин, за выслугу лет и отличие по службе, из титулярных — в надворные советники, со старшинством.
Указом от 1 января 1881 года пожалован, в воздаяние отлично-усердной и полезной службы, кавалером ордена Святого Станислава 2-й степени.
В 1886 году переведён в ведомство Министерства внутренних дел. Высочайшим приказом от 3 февраля 1886 года № 7, по Министерству внутренних дел, назначен вице-губернатором Калишской губернии, с 23 января 1886 года. По должности и выборам состоял: членом Приходского попечительства Калишского Петропавловского собора, по выбору от прихожан; членом Калишского отделения Русского благотворительного общества; членом Калишского местного управления Российского общества Красного Креста; распорядителем Ссудо-сберегательной кассы Губернского правления; старшиной Калишского общественного собрания.
В том же — 1886 году, производится, через чин, за выслугу лет и отличие по службе, из надворных — в статские советники, со старшинством с 5 января 1886 года. Указом от 21 июня 1887 года, пожалован, в награду отлично-усердной службы и особых трудов, кавалером ордена Святой Анны 2-й степени.
Высочайшим указом от 20 января 1892 года, назначен исправляющим должность Орловского губернатора. Приказом от 29 мая 1892 года № 9, по Министерству внутренних дел, уволен в отпуск на 28 дней.
28 мая 1892 года приехал в С.-Петербург, чтобы навестить сына — Сергея Дмитриевича, студента С.-Петербургской духовной академии. Во время торжественного акта выпуска студентов Духовной академии, на котором присутствовал и его сын, скоропостижно скончался от сердечного приступа в 2 часа пополудни. Немедленно прибывший доктор мог лишь только констатировать факт смерти. Тело было перевезено для захоронения в Московском Даниловом монастыре.
Высочайшим приказом от 6 июня 1892 года № 20, по Министерству внутренних дел, умершим исключен из списков. Внезапная кончина помешала утверждению Евреинова в должности орловского губернатора и пожалованию чина действительного статского советника.

## Евреиновы и Лермонтовы
Д. П. Евреинов приходится троюродным братом М. Ю. Лермонтову, хотя и родился через год после смерти русского поэта. Однако, с М. Ю. Лермонтовым лично был знаком отец Евреинова — Павел Александрович, приходившийся поэту двоюродным дядей, по линии матери.
П. А. Евреинов и М. Ю. Лермонтов были знакомы с детства, по кровному родству. Мать П. А. Евреинова — София Александровна, урождённая Столыпина, пензенская помещица, вместе с молодым сыном — Павлом, дочерью — Марией (в замужестве — Углицкой) Александровыми Евреиновыми, со своей родной сестрой — Е. А. Арсеньевой, и её внуком — молодым М. Ю. Лермонтовым, летом — осенью 1818 года вместе жили в имении Тарханы, и вместе ездили на богомолье в Киев для поклонения святым мощам.
Позднее — в 1832 году, когда Лермонтов решил вступить в военную службу, а Евреинов, штаб-офицер лейб-гвардии Измайловского полка, кавалером вернулся в столицу из боевых походов в Польшу, в С.-Петербурге произошло сближение П. А. Евреинова и М. Ю. Лермонтова. Евреинов передал в Москву несколько писем Лермонтова, адресованные к Софии Александровне Бахметевой и её сестре — Марии Александровне Лопухиной. В тот же период, он же — Павел Евреинов, упоминается в стихотворении Лермонтова «Примите дивное посланье…», адресованном С. А. Бахметьевой. Отношение Лермонтова к своему дяде, за незначительный период их близкого знакомства в 1832 году, трансформировалось от душевого к негативному.

## Семья
Был женат на девице Софье Михайловне Булыгиной (1847—1920), которая упоминается в ряде мемуаров. Со 2 января 1896 года, вместе с дочерью - Софией Дмитриевной, избрана членом Общества ревнителей русского исторического просвещения в память императора Александра III.
Дети:
- Сергей Дмитриевич Евреинов (10 октября 1869, Тульская губерния — 1931, Москва) — государственный деятель, воспитанник С.-Петербургской духовной академии. Самарский и ярославский губернатор, действительный статский советник в придворном звании камергера.

- София Дмитриевна Евреинова (22 июля 1870, Орёл — 11 декабря 1935, Виндзор, Великобритания) — фрейлина Её Императорского Высочества, великой княгини Ксении Александровны, её близкая подруга и доверенное лицо. Как свитная фрейлина великой княгини, деятельно участвовала в благотворительной деятельности. В период Русско-японской войны 1904—1905 годов состояла членом Особой комиссии по бесплатному размещению больных и раненных воинов в пределах С.-Петербургского военного округа, созданной при Главном управлении Российского общества Красного Креста[4]. В период Первой мировой войны была деятельным участником и распорядительницей различных благотворительных мероприятий и организаций, организованных великой княгиней Ксенией Александровной в пользу воинов и членов их семей, и находящихся под её непосредственным покровительством. После большевистского переворота 1917 года — в эмиграции, вместе с великой княгиней. В 1927 году из Англии приезжала в Италию навестить брата — Владимира.

- Владимир Дмитриевич Евреинов (4 декабря 1872, Тверь — 22 июня (июля) 1927, Флоренция) — государственный деятель, воспитанник Императорского Александровского лицея, был пансионером императрицы Марии Фёдоровны. Окончил ИАЛ в 1894 году, с пожалованием чина титулярного советника. На публичном акте выпуска ИАЛ, состоявшемся 29 мая 1894 года, от имени воспитанников 50-го курса произнес прощальную речь[5]. Причислен к ведомству Министерства земледелия и государственных имуществ, затем назначен младшим помощником делопроизводителя канцелярии Её Величества, государыни императрицы Александры Фёдоровны. С 1898 по 1917 год служил по ведомству Попечительства о домах трудолюбия и работных домах (с 26 апреля 1906 года — Попечительство о трудовой помощи). Это была государственно — общественная организация[6], состоящая под непосредственным покровительством Её Величества, государыни императрицы Александры Фёдоровны, которая была председателем Комитета Попечительства. Состоял сначала инспектором V класса при Комитете Попечительства, а с 28 января 1906 года назначен управляющим делами Комитета Попечительства о трудовой помощи, и состоял в той должности до большевистского переворота 1917 года. Действительный статский советник (с 23 апреля 1911), в придворном звании камергера (с 25 мая 1904) и в придворной должности егермейстера (с 6 декабря 1913). Общественный деятель. С 14 июля 1908 года состоял членом-учредителем Всероссийского союза учреждений, обществ и деятелей по общественному и частному призрению. Товарищ председателя правления Общества помощи ручному труду и товарищ председателя совета паевого товарищества Общества борьбы с жилищной нуждой. В период Первой мировой войны, одновременно с занимаемой должностью по Попечительству о трудовой помощи, служил особоуполномоченным Главного управления Российского общества Красного Креста (РОКК), управляющим полевыми складами медикаментов РОКК Юго-Западного фронта. Участвовал в деятельности Съезда управляющих полевыми складами Красного Креста всех фронтов, проходившего в С.-Петербурге в декабре 1916 года. После большевистского переворота 1917 года — активный участник Белого движения. В декабре 1917 года был арестован в Киеве, затем освобожден. В 1919—1920 годах сражался в рядах ВСЮР, в феврале 1920 года был эвакуирован на корабле «Иртыш» из Новороссийска в Салоники, откуда в 1921 году вместе с женой Ольгой Павловной, урождённой Ребиндер (1881 — 21.11.1968, Франция), эмигрировал в Италию, во Флоренцию. В эмиграции продолжал заниматься делами РОКК. Супруга — О. П. Евреинова, в период Первой мировой войны служила деятельным членом Комитета Её Императорского Высочества великой княжны Татьяны Николаевны для оказания временной помощи пострадавшим от военных бедствий. За труды по означенному комитету, указом от 9 июля 1916 года, высочайше пожалована серебряной медалью, для ношения на шее, на Владимирской ленте, с надписью — «За усердие».

- Анна Дмитриевна Евреинова (1 января 1884 -?) — фрейлина Её Императорского Высочества, великой княгини Ксении Александровны. В Гражданскую войну служила сестрой милосердия Российского общества Красного Креста. Эвакуирована в Сербию вместе с лазаретом, в котором работала. В сентябре - октябре 1930 года гостила у великой княгини Ксении Александровны в Виндзоре[7].